# Light of My Life
Light of My Life è un film del 2019 scritto, diretto ed interpretato da Casey Affleck.

## Trama
In un mondo post-apocalittico, flagellato da una piaga che ha quasi del tutto estinto il genere femminile, un uomo viaggia attraverso gli Stati Uniti alla ricerca di un posto sicuro dove poter crescere sua figlia Rag. Egli le taglia i capelli e la veste da maschio, poiché se gli uomini sapessero che è una femmina, perderebbero il controllo e cercherebbero di rapirla o farle anche di peggio. Lo scopo dei due è di trovare uno dei luoghi dove vivono le donne e poterci finalmente stabilire.

## Produzione
Le riprese del film sono iniziate nel febbraio 2017 intorno al lago Okanagan, nella Columbia Britannica (Canada).

## Distribuzione
La pellicola è stata presentata al 69ª edizione del Festival internazionale del cinema di Berlino l'8 febbraio 2019.. Nelle sale italiane, il film è stato distribuito il 21 novembre dello stesso anno.